# مسعود ملکی
مسعود ملکی (۱۲۸۸ – ??۱۳) وزیر کار در دولت فضل‌الله زاهدی بود.

## زندگی و تحصیلات
مسعود ملکی در ۱۲۸۸ در تبریز به دنیا آمد. پدرش حاج محمود صراف تبریزی از صرافان معتبر تبریز و تهران بود. او تحصیلات خود را در رشته حقوق و اقتصاد تا درجه دکترا در فرانسه ادامه داد.

## فعالیت‌های سیاسی
وی پس از بازگشت به ایران وارد سازمان برنامه و بودجه شد. بعد از کودتای ۲۸ مرداد ۱۳۳۲ در کابینه تیمسار زاهدی به‌عنوان وزیر کار معرفی گردید.

## فعالیت‌های اقتصادی
مسعود ملکی در دوران با توجه به قدرت و ثروت موروثی وارد کارهای بازرگانی وسیعی شده و چندین کارخانه و کشتی ماهیگیری خریداری کرد و همچنین کارخانه بافندگی و ریسندگی ریسباف اصفهان و کارخانه کبریت زنجان را به تصرف خود درآورد. اما در کار بازرگانی و اقتصاد چندان موفق نبوده و ورشکست شده و حتی تمامی ثروت خانوادگی خود و خواهران و برادرانش را نیز از دست داد. وی مدتی در زندان رفته و مدتی در بازداشتگاه دادگستری مقیم مرکز بود. پس از مدتی از زندان آزاد شد و به اروپا رفت.